# کارول لیتلتون
کارول لیتلتون (انگلیسی: Carol Littleton؛ زادهٔ ۲۳ اکتبر ۱۹۴۲) یک تدوین‌گر اهل ایالات متحده آمریکا است.

## فیلم‌شناسی
- پیاده‌روی در جنگل (۲۰۱۵ - کن کواپیس)
- کاتبنک (۲۰۱۴ - Shakman)
- Darling Companion (۲۰۱۲ - Kasdan)
- خاطرات عجیب و غریب (۲۰۱۱ - بروس رابینسون)
- دختر دیگر بولین (۲۰۰۸ - Chadwick)
- مارگو در مراسم عروسی (۲۰۰۷ - نوآ بامباک)
- In the Land of Women (۲۰۰۷ - Jon Kasdan)
- کاندیدای منچوری (۲۰۰۴ remake - جاناتان دمی)
- به دنبال رؤیا (۲۰۰۳ - Kasdan)
- آنچه زنان می‌خواهند (۲۰۰۰ - نانسی مایرز) (Additional Editor)
- سه‌شنبه‌ها با موری (۱۹۹۹ - میک جکسون) (تلویزیون)
- Beloved (۱۹۹۹ - Demme)
- Mumford (۱۹۹۹ - Kasdan)
- شیاطین (۱۹۹۶ - جرمیا اس. چچیک)
- Wyatt Earp (۱۹۹۴ - لارنس کاسدان)
- بنی و جون (۱۹۹۳ - Checkhik)
- گرند کنیون (فیلم ۱۹۹۱) (۱۹۹۱ - Kasdan)
- قصر سفید (۱۹۹۰ - Mandoki)
- جهانگرد اتفاقی (۱۹۸۸ - Kasdan)
- Vibes (۱۹۸۸ - کن کواپیس)
- Swimming to Cambodia (۱۹۸۷ - Demme) (با نام مستعار اسپالدینگ گری's Swimming to Cambodia)
- Brighton Beach Memoirs (۱۹۸۶ - جین ساکس) (با نام مستعار نیل سایمون's Brighton Beach Memoirs)
- Silverado (۱۹۸۵ - Kasdan)
- مکان‌هایی در قلب (۱۹۸۴ - رابرت بنتون)
- اندوه شدید (۱۹۸۳ - Kasdan)
- ای. تی. موجود فرازمینی (۱۹۸۲ - استیون اسپیلبرگ)
- گرمای بدن (۱۹۸۱ - Kasdan)
- Legacy (۱۹۷۶ - Arthur)